# Diomedea
Pour le studio d'animation japonais, voir Diomedéa.
Genre
Diomedea est un genre d'oiseaux de mer qui comprend plusieurs espèces d'albatros (famille des Diomedeidae). 

## Liste d'espèces
D'après la classification de référence (version 14.1, 2024) de l'Union internationale des ornithologues, il y a 6 espèces du genre Diomedea (ordre phylogénique) :
- Diomedea sanfordi Murphy, 1917 – Albatros de Sanford ;
- Diomedea epomophora Lesson, RP, 1825 – Albatros royal ;
- Diomedea exulans Linnaeus, 1758 – Albatros hurleur ;
- Diomedea dabbenena Matthews, 1929 – Albatros de Tristan da Cunha ;
- Diomedea antipodensis Robertson, CJR & Warham, 1992 – Albatros des Antipodes ;
- Diomedea amsterdamensis Roux, JP et al., 1983[2] – Albatros d'Amsterdam.

espèces éteintes
- Diomedea milleri † Howard, H, 1966
- Diomedea thyridata † Wilkinson, HE, 1969